# Mirne (Volnovaja)
Mirne (en ucraniano: Мирне; en ruso: Мирное, romanizado: Mírnoye) es un asentamiento de tipo urbano ucraniano perteneciente al óblast de Donetsk. Situado en el este del país, hasta 2014 era parte del raión de Telmanove pero después de esta fecha, se convirtió en parte del raión de Volnovaja y centro del municipio (hromada) homónimo.
El asentamiento se encuentra ocupado por Rusia desde el 26 de febrero de 2022 en el marco de la invasión rusa de Ucrania. 

## Geografía
Mirne está ubicado en el cruce de la vía férrea de Donetsk a Mariúpol, 26 km al sur de Volnovaja y 63 km al suroeste de Donetsk.

## Historia
El pueblo fue fundado en 1951 como un asentamiento industrial para la explotación de los grandes yacimientos de granito y en 1967 recibió el estatus de asentamiento de tipo urbano. A mediados de la década de 1970, la base de la economía del pueblo era la extracción de granito.
Hasta finales de 2014 Mirne era parte del raión de Telmanove, pero luego fue asignado al raión de Volnovaja debido a las hostilidades durante la guerra del Dombás.
Desde el 26 de febrero de 2022, al comienzo de la invasión rusa de Ucrania, las tropas rusas se hicieron con el control de Mirne y pasando a estar administrada por la autoproclamada República Popular de Donetsk.

## Demografía
La evolución de la población de Mirne entre 2001 y 2022 fue la siguiente:
| 2172                                                          | 1863 | 1740 | 1701 | 1631 |
| (Fuente: Cities & Towns of Ukraine y UKRAINE: Größere Städte) |      |      |      |      |

Según el censo de 2001, la lengua materna de la mayoría de los habitantes, el 81,4%, es el ruso; del 18,19% es el ucraniano.

## Infraestructura

### Transporte
Mirne está conectado por la carretera Т-0512 con Boikivske, y está ubicado a 10 km de la estación de tren más cercana, Karan, en la línea Donetsk-Mariúpol.